# 陳文滔
陳文滔（1463年—？），字達卿，福建兴化府莆田县人，民籍，明朝政治人物。同進士出身。

## 生平
弘治十一年（1498年），陳文滔中式戊午科福建鄉試第四十八名舉人。弘治十二年（1499年）聯捷己未科會試第80名，三甲133名進士，授順天府宝坻县知县，調樂清縣，陞任南京大理寺评事，再陞官右寺副，正德八年（1513年）月升江西按察司佥事。

## 家族
曾祖陳公亮。祖父陳孟博。叔祖父陳岳。父陈元纲，字允倫，成化元年乙酉科舉人，授處州府學教授，以子文滔顯貴追贈大理寺评事。母佘氏。具庆下。弟陳文淮（贡士）。